# Vulcani dell'Azerbaigian

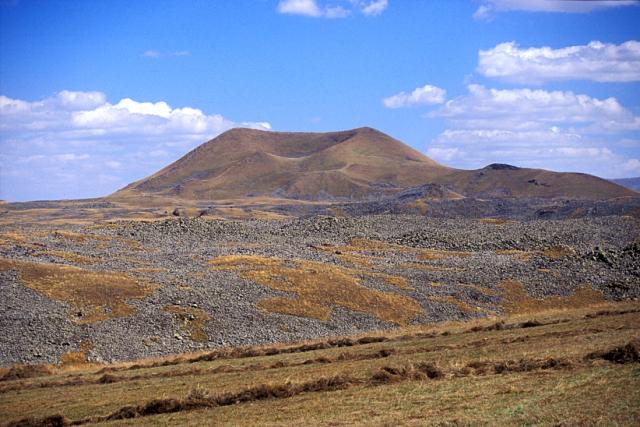
Vulcano Axarbaxar

Questa è una lista di vulcani attivi ed estinti dell'Azerbaigian.
| Nome         | Altitudine | Ubicazione            | Ultima eruzione |
| Nome         | metri      | Coordinate            | Ultima eruzione |
| Böyük İşıqlı | 3552       | 39°34′48″N 46°10′12″E | -               |
| Axarbaxar    | 2800       | 40°01′12″N 45°46′48″E | 778 aC          |
| Qarqar       | 3000       | 39°43′48″N 46°01′12″E | 3000 aC         |